# Cassandra Austen
Cassandra Elizabeth Austen (Steventon, 9 gennaio 1773 – Chawton, 22 marzo 1845) è stata una pittrice inglese, sorella maggiore di Jane Austen. Le lettere tra lei e Jane costituiscono una base sostanziale per la comprensione accademica della vita della scrittrice.

## Biografia

### Infanzia

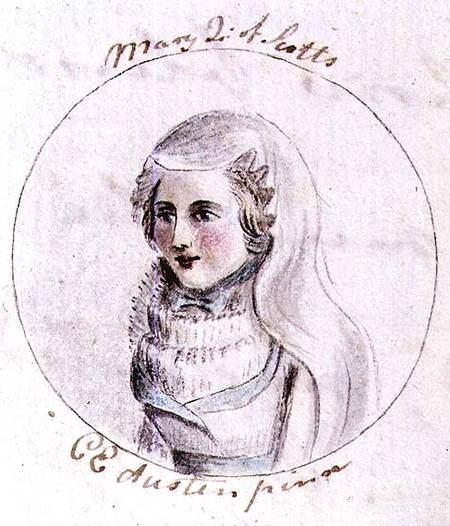
Il ritratto di Maria, regina di Scozia, di Cassandra Austen, dal manoscritto di sua sorella Jane, The History of England

Austen nacque nel 1773 in una canonica a Steventon, Hampshire, dal reverendo George Austen (1731–1805), un rettore, e da sua moglie Cassandra, nata Leigh (1739–1827). Penultima di otto figli, sei maschi e due femmine (James, George, Edward, Henry Thomas, Francis William, Charles John, Jane e Cassandra Elizabeth), fu legata particolarmente alla sorella Jane, con la quale intrattenne una fitta corrispondenza andata per la maggior parte distrutta. Cassandra, oltre che sua sorella, era anche la sua migliore amica. Sono sopravvissute oltre cento lettere indirizzate a Cassandra da Jane, che hanno aiutato gli storici a ricostruire la vita dell'autrice inglese.
Le sorelle andarono dalla signora Cawley, la sorella dello zio, per essere istruite nel 1783. Cawley visse inizialmente a Oxford e poi a Southampton e, quando scoppiò un'epidemia a Southampton, le sorelle Austen tornarono a Steventon. Tra il 1785 e il 1786 le sorelle frequentarono la Reading Abbey Girls' School. Jane inizialmente non doveva andare, poiché era considerata troppo giovane per il collegio, ma alla fine ha deciso di frequentarlo insieme a sua sorella. Nelle parole della madre, "se la testa di Cassandra fosse stata tagliata, Jane avrebbe tagliato anche la sua".

### Educazione e produzione artistica
Le due ragazze Austen ricevettero anche lezioni di disegno e pianoforte a casa. Nel 1791, Cassandra produsse una serie di illustrazioni raffiguranti i monarchi britannici per il manoscritto di Jane The History of England, che si dice somigliassero più ai membri della famiglia Austen che ai reali. A Cassandra Austen viene anche attribuito il merito di aver creato due dipinti di sua sorella. Uno, dipinto nel 1804, è una vista posteriore di Jane seduta accanto a un albero. L'altro, un ritratto frontale incompleto datato intorno al 1810, è stato descritto da un membro della famiglia come "orribilmente diverso" dal vero aspetto di Jane Austen. Questo schizzo è ora ospitato nella National Portrait Gallery di Londra.

### Età adulta
George Austen non era ricco e aveva integrato le sue entrate come parroco di campagna accogliendo alunni e dando loro lezioni per Oxford. Dopo la laurea all'Università di Oxford, nel 1794, un ex allievo, Thomas Fowle, si fidanzò con Cassandra Austen. Fowle aveva bisogno di soldi per sposarsi e andò nei Caraibi con una spedizione militare come cappellano di suo cugino, il generale Lord Craven. Lì Fowle morì di febbre gialla nel 1797. Austen ereditò da lui 1000 sterline, che le diedero una piccola indipendenza finanziaria ma, come sua sorella, non si sposò mai.
Dopo la morte di suo padre nel 1805, Austen, sua sorella e la madre si trasferirono a Southampton, dove vissero con il fratello Francis Austen (nome di famiglia "Frank") e la sua famiglia per cinque anni. Si trasferirono di nuovo nel 1809 in un cottage nel villaggio di Chawton nella tenuta del fratello Edward.
Jane morì nel 1817 e si dice che Cassandra abbia distrutto due terzi delle lettere di Jane nel 1843, un paio di anni prima della sua stessa morte. Ha lasciato il resto ai parenti come ricordo. Austen continuò a vivere a Chawton, inizialmente con sua madre e un'amica di famiglia, Martha Lloyd. Sua madre morì nel 1827 e Martha partì per sposare il fratello di Cassandra, Frank nel 1828. Cassandra viveva da sola al cottage ma continuava a visitare amici e parenti. Durante una di queste visite a suo fratello Frank nel marzo 1845, venne colpita da un ictus. Frank, che era ancora ammiraglio in servizio all'età di 71 anni, si stava preparando a partire per prendere il comando della stazione nordamericana della Royal Navy e fu obbligato a lasciare la sorella colpita a casa sua (Portsdown Lodge, Widley vicino a Portsmouth) alle cure di un altro fratello, Henry. Morì lì pochi giorni dopo, il 22 marzo 1845, all'età di 72 anni. Il suo corpo è stato restituito al suo villaggio natale di Chawton per la sepoltura nella chiesa di San Nicola insieme a sua madre.

## Rappresentazioni cinematografiche
- Lucy Cohu interpreta Cassandra con Danielle Green che interpreta una versione più giovane in The Real Jane Austen (2002), con Gillian Kearney nei panni di Jane.
- Greta Scacchi interpreta Cassandra nel dramma della BBC Miss Austen Regrets (2007), con Olivia Williams nel ruolo di Jane.
- Anna Maxwell Martin interpreta Cassandra nel film Becoming Jane (2007), con Anne Hathaway nel ruolo di Jane.